# Taragai
Taragai (1360/1361) fou amir (general) a Kish i cap d'un dels cinc clans principals de la tribu Barles.
Era un dels caps de la tribu Barles, i residia a Xahrisabz en temps de Qazaghan, l'amir principal de Transoxiana i governant efectiu del kanat de Txagatai. A la mort del gran amir (1358), i la deposició del seu fill i successor Abd Allah ibn Qazaghan (1359) el kan Tughluk Timur de Mogolistan va voler aprofitar l'ocasió per instaurar el seu poder en aquella part del kanat i va envair el país. Taragai estava malalt però el seu fill, Tamerlà, com un dels amirs de la tribu Barles, i el seu oncle Hajji Beg, l'amir primer dels Barles, van fugir al sud; Tamerlà però, va retornar. En aquell moment va morir el seu pare i depprés de l'enterrament, Tamerlà va anar a veuire al Khan Tugluk Timur i va passar al seu servei; el kan li va donar el comandament de la tribu Barles. Quan el kan va marxar del país (1360), Tamerlà va perdre el poder davant el seu oncle Hajji Barles, quan aquest va retornar; però Tughluk també va retornar el 1361 i Tamerlà va aconseguir de nou el poder a Kish, al capdavant de la tribu Barles, mentre que Hajji va fugir altre cop i fou mort per uns bandits. Tamerlà volia ser nomenat gran emir de Transoxiana però Toghluk va nomenar gran amir o virrei al seu propi fill Ilyas Khodja. Tamerlà es va quedar amb el govern de Kish i la vall del Qashqa Darya.
Taragai va morir a Shakhrisabz (paraula tadjik que vol dir Ciutat Verda) el 1360 i hi fou enterrat; els fills grans de Tamerlà, Jahangir i Umar Xaikh també són enterrats al mateix mausoleu. Al menys una de les seves esposes, Kudak Khatun, també fou enterrada al mausoleu de Kish.